# Elgnówko (gromada)
Elgnówko – dawna gromada, czyli najmniejsza jednostka podziału terytorialnego Polskiej Rzeczypospolitej Ludowej w latach 1954–1972.
Gromady, z gromadzkimi radami narodowymi (GRN) jako organami władzy najniższego stopnia na wsi, funkcjonowały od reformy reorganizującej administrację wiejską przeprowadzonej jesienią 1954 do momentu ich zniesienia z dniem 1 stycznia 1973, tym samym wypierając organizację gminną w latach 1954–1972.
Gromadę Elgnówko z siedzibą GRN w Elgnówku utworzono – jako jedną z 8759 gromad na obszarze Polski – w powiecie ostródzkim w woj. olsztyńskim na mocy uchwały nr 22 WRN w Olsztynie z dnia 4 października 1954. W skład jednostki weszły obszary dotychczasowych gromad Gaj i Warlity Małe ze zniesionej gminy Szyldak, a także obszary dotychczasowych gromad Elgnówko i Zawady, ponadto miejscowość Tolejny z dotychczasowej gromady Wilkowo oraz miejscowość Łęciny z dotychczasowej gromady Mycyny, ze zniesionej gminy Olsztynek w tymże powiecie. Dla gromady ustalono 10 członków gromadzkiej rady narodowej.
Gromadę zniesiono 31 grudnia 1961, a jej obszar włączono do gromady Olsztynek w tymże powiecie.